# Леонтьева, Екатерина Ивановна
Екатерина Ивановна Леонтьева — советский государственный и политический деятель.

## Биография
Родилась в 1912 году в Щепетихе. Член ВКП(б) с 1930 года.
С 1935 года — на общественной и политической работе. В 1935—1962 гг. — преподаватель истории Смоленского педагогического института, преподаватель новой истории, заместитель декана исторического факультета Московского института истории, философии и литературы, 2-й, 1-й секретарь Сокольнического районного комитета ВКП(б), секретарь Московского городского комитета ВКП(б) по пропаганде и агитации, директор Центрального музея В. И. Ленина, директор Дома учёных Академии наук СССР, председатель Комитета по делам культурно-просветительных учреждений при СМ РСФСР, редактор журнала «Крестьянка».
Избиралась депутатом Верховного Совета РСФСР 3-го, 4-го, 5-го созывов.